# قانون آسمان آبی
قانون آسمان آبی، (به انگلیسی: Blue sky law) یک قانون ایالتی در ایالات متحده آمریکا است، که عرضه و فروش اوراق بهادار را تنظیم می‌کند، تا از مردم در برابر کلاهبرداری محافظت کند. اگرچه مقررات خاص این قوانین بین ایالات، متفاوت است، اما در تمام آنها، ثبت تمام عرضه‌ها و فروش‌های اوراق بهادار و همچنین کارگزاران بازار سهام و شرکت‌های کارگزاری الزامی است. 
قانون آسمان آبی در هر ایالتی توسط آژانس نظارتی مناسب اجرا می‌شود و همچنین بیشترشان دلایل خصوصی عمل برای سرمایه‌گذاران خصوصی که با تقلب‌های اوراق بهادار آسیب دیده‌اند، فراهم می‌کنند. 
اولین قانون آسمان آبی در کانزاس در سال ۱۹۹۱ به درخواست نماینده بانکی آن، جوزف نورمن دالی، تصویب شد و به عنوان مدلی برای قوانین مشابه در ایالات دیگر به کار برده شد. بین ۱۹۱۱ و ۱۹۳۳، شمار ۴۷ ایالت، قوانین آسمان آبی را پذیرفتند (نوادا تنها ایالتی بود که نپذیرفت).
امروزه، قوانین آسمان آبی در ۴۰ تا از ۵۰ ایالت، بعد از قانون اوراق بهادار یکسان در ۱۹۵۶ الگو ریزی شده‌است. از نظر تاریخی، قوانین اوراق بهادار فدرال و قانون آسمان آبی دولت، متمم بوده و اغلب از تکرار دیگری هستند. بیشتر تکرارها، به خصوص با در نظر داشتن ثبت اوراق بهادار و تنظیم کارگزاران و مشاوران، عمدتا توسط  کمیسیون بورس و اوراق بهادار آمریکا با قانون ملی بهبود بازار اوراق بهادار ۱۹۹۶ به انحصار در آورده می‌شود. اگرچه این قانون، مقررات بعضی از مشاوران سرمایه‌گذاری و بسیاری از دادخواهی‌های کلاهبرداری را تحت صلاحیت دولت قرار داده است.